# Tiny Grimes
Tiny Grimes (Newport News, 1916. július 7. – New York, 1989. március 4.) amerikai dzsesszgitáros. 1943-44 között az Art Tatum Trio tagja volt. Később saját zenekarokat vezetett, többek között Charlie Parkerrel is. Elektromos négyhúros tenorgitáron játszott.

## Pályafutása
Zenei karrierjét dobolással kezdte, közben egy ujjal zongorázott. 1938-ban vette kezébe az elektromos négyhúros tenorgitárt. 1940-ben csatlakozott a Cats and the Fiddle énekegyütteshez, gitárosként és énekesként. 1943-ban az Art Tatum Trió gitárosa lett, és számos felvétele készült Tatummal. Tatum után Grimes saját New York-i együttesével, vezető zenészekkel, köztük Billie Holiday-jel készített felvételeket. Négy felvéte készült ekkor együttesét Charlie Parkerrel kiegészítve: a „Tiny's Tempo”, a „Red Cross”, a „Romance Without Finance” és az „I'll Always Love You Just the Same”; az utóbbi kettőn énekelt.
Az 1940-es évek végén nagy sikert aratott a Loch Lomond c. dal dzsessz verziójában, a Tiny „Mac” Grimes and the Rocking Highlanders néven emlegetett bandával.
Grimes az 1970-es évek végén is folytatta saját együtteseinek vezetését. A Prestige Recordsnál rögzített egy sor blues-alapú felvételt Coleman Hawkinsszal, Illinois Jacquettel, Pepper Adams-szel, Roy Eldridge-dzzsel, 1977-ben Earl Hines-szal.
Grimes 1989 márciusában halt meg New Yorkban agyhártyagyulladásban, 72 évesen.

## Zenekarvezető
- The Complete Tiny Grimes 1944–1950, Vol. 1–2
- The Complete Tiny Grimes 1950–1954, Vol. 1–5
- Callin’ The Blues (1958) & J. C. Higginbotham, Eddie Lockjaw Davis, Ray Bryant, Wendell Marshall, Osie Johnson
- Blues Groove (1958)
- Tiny in Swingville (1959)
- Some Groovy Fours (1968–1974)

### Zenekari tag
- Art Tatum: The V-Discs (1944–1946)
- Art Tatum: Over The Rainbow (1940–1949)
- Billie Holiday: Billies Blues (1951)

- Charlie Parker: The Immortal Charlie Parker (1944–1948)
- Tiny Grimes Band (Harold West, Jimmy Butts, Clyde Hart...)

- The Prestige Blues Swingers: Soul Street (1958–1962)
- Coleman Hawkins: Hawk Eyes (1959)